# Tomasz Raczek
Tomasz Raczek (ur. 15 czerwca 1957 w Warszawie) – polski teatrolog, krytyk filmowy i publicysta, autor programów telewizyjnych i radiowych, wydawca Instytutu Wydawniczego Latarnik im. Zygmunta Kałużyńskiego.
W latach 2012–2013 redaktor naczelny miesięcznika „Film”. Od 2017 redaktor naczelny miesięcznika „Magazyn Filmowy” wydawanego przez Stowarzyszenie Filmowców Polskich. Jako krytyk współpracował ze stacjami telewizyjnymi: TVP1, TVP2, Canal+, Kino Polska, nFilm HD, nFilm HD 2; a także stacjami radiowymi: Polskie Radio, Tok FM, RMF FM. Prowadzi autorski kanał Tomasz Raczek na portalu YouTube i cotygodniową audycję Raczek Movie w internetowym Radiu Nowy Świat.
Laureat Wiktora (1986) i nagród za osiągnięcia w dziedzinie krytyki artystycznej.

## Życiorys
Jest absolwentem XLI Liceum Ogólnokształcącego im. Joachima Lelewela w Warszawie. W 1981 ukończył studia na Wydziale Wiedzy o Teatrze Państwowej Wyższej Szkoły Teatralnej im. Aleksandra Zelwerowicza w Warszawie, broniąc pracę magisterską na temat mówienia w telewizji.
W 1977 zadebiutował jako publicysta artykułem o Violetcie Villas opublikowanym w tygodniku „Literatura”. Wystąpił także w programie telewizyjnym z udziałem Zygmunta Kałużyńskiego, który był pod wrażeniem elokwencji wówczas 20-letniego Raczka i zasugerował mu podjęcie pracy w telewizji. W latach 1978–1979 pełnił funkcję sekretarza literackiego Teatru Komedia w Warszawie i był asystentem Olgi Lipińskiej, reżyserki spektaklu Gwałtu, co się dzieje! wystawianego w tym teatrze. Pracował w wytwórni muzycznej Virgin Records.
Publikował teksty w czasopismach: „Polityka” (do 1986), „Przegląd Tygodniowy”, „Rzeczpospolita”, „Teatr”, „Kino”, „Cinema”, „The European”, „Wprost” i „Kino Domowe”. W 1985 został laureatem Nagrody Klubu Krytyki Teatralnej Stowarzyszenia Dziennikarzy PRL za publicystykę teatralną.
Szerzej rozpoznawalny stał się dzięki cyklowi telewizyjnemu Perły z lamusa emitowanemu w latach 1990–2000, w którym wraz z Zygmuntem Kałużyńskim recenzował najbardziej znane dzieła kinematografii.
W 1991 redagował ukazujące się w Sopocie czasopismo „Pawie Oko: satellite TV Europe”. W 1992 stworzył od podstaw polską edycję „Playboya” i został jego pierwszym redaktorem naczelnym. W 1998 wystąpił w roli dziennikarza w jednym z odcinków serialu Matki, żony i kochanki. W 1999 jako redaktor naczelny miesięcznika „Voyage” stworzył jego nową formułę, a w 2001 jako dyrektor programowy wydawnictwa Gruner+Jahr Polska wprowadził na polski rynek prasowy tygodnik „Gala”.
Był recenzentem teatralnym i filmowym, kierownikiem literackim Teatru Muzycznego w Gdyni, Teatru Rozrywki w Chorzowie i Zespołu Filmowego „Oko” (od 1986), wicedyrektorem TVP2, wykładowcą w Wyższej Szkole Dziennikarskiej im. Melchiora Wańkowicza i zawodowym oficerem rozrywkowym na TS/S „Stefan Batory”. W 2002 założył Instytut Wydawniczy Latarnik, który od 2005 nosi imię Zygmunta Kałużyńskiego.
W 2008 został laureatem Elle Style Award w kategorii „Postać Roku”. W 2009 stworzył dwa telewizyjne kanały filmowe premium nFilm HD i nFilm HD2 oraz radio cyfrowe z muzyką filmową na platformie n, których był dyrektorem do stycznia 2011. Prowadził tam programy Perły i wieprze, Hot Spot, Bilet do kina, Idę do kina z...
Jest współtwórcą (wraz z Maciejem Ejsmondem-Mechowskim) Stowarzyszenia Przyjaciół Mireille Mathieu – Loża MM. Od września 2011 do czerwca 2015 prowadził nadawany w soboty w TVP1 Weekendowy Magazyn Filmowy. Nagroda Polskiego Instytutu Sztuki Filmowej. Od września 2012 do czerwca 2013 roku był redaktorem naczelnym miesięcznika „Film”. Od października 2012 prowadzi w Tok FM audycję Szczerotok. Od września 2013 do grudnia 2016 prowadził w TVP3 Kultowe rozmowy.
Od 1 marca 2017 jest redaktorem naczelnym miesięcznika „Magazyn Filmowy” wydawanego przez Stowarzyszenie Filmowców Polskich. Prowadzi także swój autorski kanał Wideorecenzje Tomasza Raczka na portalu YouTube. Od 12 lipca 2020 na antenie Radia Nowy Świat prowadzi audycję Raczek Movie, w której recenzuje wybrane filmy oraz przedstawia muzykę z bardziej lub mniej znanych produkcji kinowych. Od lutego do października 2024 prowadził dla Kanału Zero swój cotygodniowy program Zero Ekranowe.

## Życie prywatne
Urodzony w Warszawie, syn Krystyny Lipińskiej-Raczek (1927–2020) – lekarza pediatry – i Ryszarda Raczka, który wraz ze swoim ojcem prowadził zakład produkujący buty.
W październiku 2007 w wywiadzie ujawnił, iż jest gejem. Jego życiowym partnerem jest pisarz Marcin Szczygielski, z którym związany jest od 1 stycznia 1994. W listopadzie 2008 Raczek i Szczygielski zostali wybrani najpiękniejszą parą roku w plebiscycie czytelników tygodnika „Gala”.

## Publikacje
- Perły z lamusa? Rozmowy o filmach lat dziewięćdziesiątych (wespół z Zygmuntem Kałużyńskim; Opus 1992, ISBN 83-7089-006-7)
- Poławiacze pereł (wespół z Zygmuntem Kałużyńskim; Twój Styl 1998, ISBN 83-7163-063-8)
- Pies na telewizję (W.A.B. 1999, ISBN 83-87021-88-1)
- Perłowa ruletka. Leksykon filmowy (wespół z Zygmuntem Kałużyńskim; Twój Styl 2000, ISBN 83-7163-256-8)
- Karuzela z Madonnami: 57 bardzo zakręconych kobiet (ilustr. Marcin Szczygielski; Instytut Wydawniczy „Latarnik” 2003, ISBN 83-917891-2-8)
- Karuzela z herosami: męski świat w 57 odsłonach (Instytut Wydawniczy „Latarnik” 2004, ISBN 83-917891-8-7)
- Perły kina: leksykon filmowy na XXI wiek. Tom 1: Sensacje i science fiction (wespół z Zygmuntem Kałużyńskim; Instytut Wydawniczy „Latarnik” 2005, ISBN 83-60000-01-8)
- Perły kina: leksykon filmowy na XXI wiek. Tom 2: Ekranizacje literatury (wespół z Zygmuntem Kałużyńskim; Instytut Wydawniczy „Latarnik” im. Zygmunta Kałużyńskiego 2005, ISBN 83-60000-05-0)
- Perły kina: leksykon filmowy na XXI wiek. Tom 3: Komedie, przygody i animacje  (wespół z Zygmuntem Kałużyńskim; Instytut Wydawniczy „Latarnik” im. Zygmunta Kałużyńskiego 2005, ISBN 83-60000-08-5)
- Perły kina: leksykon filmowy na XXI wiek. Tom 4: Miłość i seks (wespół z Zygmuntem Kałużyńskim; Instytut Wydawniczy „Latarnik” im. Zygmunta Kałużyńskiego 2005, ISBN 83-60000-10-7)
- Perły kina: leksykon filmowy na XXI wiek. Tom 5: Rarytasy, niewypały i kurioza (wespół z Zygmuntem Kałużyńskim; Instytut Wydawniczy „Latarnik” im. Zygmunta Kałużyńskiego 2006, ISBN 83-60000-13-1 [10 cyfr], ISBN 978-83-60000-13-7 [13 cyfr])
- Karuzela z idolami. Gwiazdozbiór osobisty (Instytut Wydawniczy „Latarnik” im. Zygmunta Kałużyńskiego 2006, ISBN 83-60000-15-8 [10 cyfr], ISBN 978-83-60000-15-1 [13 cyfr])
- Alfabet na cztery ręce (wespół z Zygmuntem Kałużyńskim; Instytut Wydawniczy „Latarnik” im. Zygmunta Kałużyńskiego 2009, ISBN 978-83-60000-31-1 [13 cyfr])
- Kinopassana. Sztuka oglądania filmów (Instytut Wydawniczy „Latarnik” im. Zygmunta Kałużyńskiego 2014, ISBN 978-83-63841-19-5 [13 cyfr])
- Kultowe rozmowy. Kobiety znane i niespodziewane (wespół z Katarzyną Marcysiak; Instytut Wydawniczy „Latarnik” im. Zygmunta Kałużyńskiego 2016, ISBN 978-83-63841-35-5)
- Perła z lamusem (Instytut Wydawniczy „Latarnik” im. Zygmunta Kałużyńskiego 2023, ISBN 978-83-63841-54-6)

## Filmografia
Scenariusz
- 2003: Pół życia w ciemnościach (film dokumentalny)

Obsada gościnna
- 1989–1990: W labiryncie – jako szef Joanny Racewiczowej w tv (odc. 26, 42, 44, 56, 67, 81, 83)
- 1994: Szczur – jako juror konkursu „Najpiękniejsza”
- 1998: Matki, żony i kochanki – jako on sam na spotkaniu promocyjnym Liperta
- 2008–2011: Barwy szczęścia – jako Tomasz Barczak, wydawca „Damy” i „Kobiety” (łącznie 29 odcinków)[22]